# 比肯維尤 (內布拉斯加州)
比肯維尤（英語：Beacon View）是位於美國內布拉斯加州薩皮縣的普查規定居民點。

## 人口
根據2020年美國人口普查的數據，比肯維尤的面積為1.12平方千米，當中陸地面積為0.70平方千米，而水域面積為0.41平方千米。當地共有人口55人，而人口密度為每平方千米49.11人。